# 子供の魔法の杖
『子供の魔法の杖』（英語：The Wand of Youth）は、イギリスの作曲家エドワード・エルガーが作曲した管弦楽曲である。
- 子供の魔法の杖 児童劇のための音楽（第1組曲）Op.1A
THE WAND OF YOUTH, Music to a Child's Play (Suite No.1)
- 子供の魔法の杖 児童劇のための音楽（第2組曲）Op.1B
THE WAND OF YOUTH, Music to a Child's Play (Suite No.2)

の2つの組曲からなる。

## 歴史
少年の頃、兄弟姉妹と共に上演する劇のために、エルガーは劇付随音楽を作曲した。彼はその曲想をスケッチブックに書き留めておき、40年の時を経て、そのスケッチを基に2つの『子供の魔法の杖』組曲を作曲したのである。作品はフルオーケストラで書かれ、エルガーの成熟したオーケストレーションの腕前を示すものであるが、彼はこの組曲を今も手元に残る彼自身の最初の作品であるとして作品番号1を付している。
なお、後年ベンジャミン・ブリテンはエルガーの前例にならい、自身の若い頃の作品を使用して『シンプル・シンフォニー』のベースとしている。

## 第1組曲
1907年に完成した第1組曲は「我が友人C・リー・ウィリアムズに (To my friend C. Lee Williams)」捧げられた。彼はグロスター大聖堂のオルガニストを務め、「三聖歌隊の父 (Father of the Three Choirs)」と謳われた人物である。
1. 序曲 Overture
2. セレナード Serenade
3. メヌエット（古い様式） Minuet (Old Style)
4. 踊り Dance
5. 妖精の笛吹き Fairy Pipers
6. まどろみの情景 Slumber Scene
7. 妖精と巨人 Fairies and Giants

初演は1907年12月14日、ロンドンのクイーンズ・ホールでヘンリー・ウッドの指揮による。

## 第2組曲
1908年に完成した第2組曲は「ウスターのヒューバート・A・レスターに (To Hubert A. Leicester, Worcester)」捧げられた。彼はエルガーの古くからの友人で、ウスター市長にもなった人物である。
1. 行進曲 March
2. 小さい鐘（スケルツィーノ） The Little Bells (Scherzino)
3. 蛾と蝶（踊り） Moths and Butterflies (Dance)
4. 泉の踊り Fountain Dance
5. 飼いならされた熊 The Tame Bear
6. 野生の熊たち The Wild Bears

1908年9月9日、スリー・クワイア・フェスティバルのプログラムの一つとして、ウスターにて作曲者の指揮により初演。

## ディスコグラフィー
この組曲は、コンサートプログラムとして定着しているとは言い難いが、曲の長さが録音に適しているため、作曲者や後の指揮者により録音が行われてきた。LPレコード盤の時代にはそれぞれの組曲（約20分）はちょうどLP片面ずつにおさまった。CDの時代にもこの組曲は録音され続け、通常は『子供部屋』組曲など他のより短いエルガー作品と組み合わされた。

### モノラル
- 作曲者指揮、ロンドン交響楽団
- エドゥアルト・ファン・ベイヌム指揮、ロンドン・フィルハーモニー管弦楽団

### ステレオ
- エイドリアン・ボールト指揮、ロンドン・フィルハーモニー管弦楽団
- レイモンド・レッパード指揮、インディアナポリス交響楽団
- ブライデン・トムソン指揮、アルスター管弦楽団
- ヴァーノン・ハンドリー指揮、ロイヤル・リヴァプール・フィルハーモニー管弦楽団
- ジェームズ・ジャッド指揮、ニュージーランド交響楽団
- チャールズ・マッケラス指揮、ウェールズ・ナショナル・オペラ管弦楽団

## 参照
- Reed, W. H., Elgar, J M Dent & Sons Ltd, London, 1939
- Notes to recordings listed above by LPO/Boult and RLPO/Handley